# Reyer Venezia 1990-1991
Questa voce raccoglie le informazioni riguardanti la Reyer Venezia nelle competizioni ufficiali della stagione 1990-1991.

## Stagione
La Reyer Venezia gioca senza sponsor in questa stagione e conclude il campionato regolare di serie A2 finendo al quindicesimo posto su 16 squadre. La società viene retrocessa in B ma viene poi ripescata per la rinuncia della Pallacanestro Livorno. Questo fu il primo campionato della Reyer giocato al Palasport Taliercio.

## Roster
- Franco Binotto
- Fabrizio Valente
- Paolo Pressacco
- Giuseppe Natali
- Sergio Mastroianni
- Jeff Lamp
- Massimo Guerra
- Francesco Bubacco
- Ricky Brown
- Boris Vitez
- Allenatore: Andy Russo[1]
- Vice allenatore: